# Феррарейс, Густаво
Густаво Энрике Феррарейс (порт.-браз. Gustavo Henrique Ferrareis; род. 2 января 1996 года, Ленсойс-Паулиста, Бразилия), известный как Густаво Феррарейс или просто Феррарейс — бразильский футболист, выступающий на позиции вингера и защитника в клубе лиги MX «Пуэбла».

## Клубная карьера
Родившийся в Ленсойс-Паулиста, Сан-Паулу, Феррарейс является воспитанником молодёжной команды клуба «Интернасьонал». Его дебют за основную команду и в Серии А состоялся 29 ноября 2014 года. Густаво вышел на замену во втором тайме вместо Тайберсона в домашнем матче против «Палмейраса» (матч завершился победой «Интернасьонала» со счетом 3:1).
Феррарейс стал постоянным участником основного состава перед сезоном 2016 года и забил свой первый гол 8 мая того же года в домашнем матче Лиги Гаушу против «Жувентуде» (матч завершился победой «Интернасьонала» со счетом 3:0). Его первый гол в высшем дивизионе был забит 25 сентября в гостевом матче против «Атлетико Минейро» (матч завершился поражением «Интернасьонала» со счетом 3:1); Феррарейс закончил год с двумя голами в 24 матчах лиги, а его команда впервые в истории вылетела из высшего дивизиона.

## Достижения

### «Интернасьонал»
- Чемпион штата Риу-Гранди-ду-Сул: 2016

### «Фигейренсе»
- Чемпион штата Санта-Катарина: 2018